# Duas Igrejas (Vila Verde)
Duas Igrejas é uma povoação portuguesa do Município de Vila Verde que foi sede da Freguesia de Duas Igrejas, freguesia que tinha 13,36 km² de área e 1 291 habitantes (2011), tendo, por isso, uma densidade populacional de 96,6 hab/km².
A Freguesia de Duas Igrejas foi extinta (agregada) em 2013, no âmbito de uma reforma administrativa nacional, para, em conjunto com as Freguesias de Rio Mau, Goães, Godinhaços, Pedregais, Azões e Portela das Cabras, formar uma nova freguesia denominada União das Freguesias da Ribeira do Neiva.

## População
| População da freguesia de Duas Igrejas | População da freguesia de Duas Igrejas | População da freguesia de Duas Igrejas | População da freguesia de Duas Igrejas | População da freguesia de Duas Igrejas | População da freguesia de Duas Igrejas | População da freguesia de Duas Igrejas | População da freguesia de Duas Igrejas | População da freguesia de Duas Igrejas | População da freguesia de Duas Igrejas | População da freguesia de Duas Igrejas | População da freguesia de Duas Igrejas | População da freguesia de Duas Igrejas | População da freguesia de Duas Igrejas | População da freguesia de Duas Igrejas |
| -------------------------------------- | -------------------------------------- | -------------------------------------- | -------------------------------------- | -------------------------------------- | -------------------------------------- | -------------------------------------- | -------------------------------------- | -------------------------------------- | -------------------------------------- | -------------------------------------- | -------------------------------------- | -------------------------------------- | -------------------------------------- | -------------------------------------- |
| 1864                                   | 1878                                   | 1890                                   | 1900                                   | 1911                                   | 1920                                   | 1930                                   | 1940                                   | 1950                                   | 1960                                   | 1970                                   | 1981                                   | 1991                                   | 2001                                   | 2011                                   |
| 1 297                                  | 1 274                                  | 1 236                                  | 1 306                                  | 1 346                                  | 1 456                                  | 1 218                                  | 1 664                                  | 1 880                                  | 1 772                                  | 1 237                                  | 1 733                                  | 1 433                                  | 1 407                                  | 1 291                                  |

## História
É-lhe atribuído um primitivo povoamento muito antes do século XII. É, porém, dos fins deste século,  (1188) o primeiro documento escrito referente a esta freguesia, legado de várias propriedades a "Sancta Maria Duabus Ecclesiis", feito pelo arcebispo de Braga D. Godinho, daqui natural. Posteriormente, em documentos de 1219 e principalmente nas inquirições de 1220, 1258, 1290, 1320, 1371 e 1528, é largamente referida com pormenores de muito interesse para a história local.
Era reitoria da apresentação da mitra e comenda da Ordem de Cristo. Foram seus comendadores, entre outros, o conde de Alvor e Vice-Rei da Índia, Francisco de Távora, D. João de Castro de Penela e o poeta Sá de Miranda. Pertenceu ao antigo concelho de Albergaria de Penela de cujo foral beneficiou até 1837, data em que passou a pertencer ao concelho de Penela do Minho.

### Albergaria de Penela
Era um antigo concelho de Portugal, localizado nos actuais municípios de Ponte de Lima e Vila Verde. Era constituído pelas freguesias de Anais, Calvelo, Fojo Lobal, Friastelas, Gaifar, São Lourenço do Mato, Sandiães, Azões e (uma parte) de Duas Igrejas. A sede era localizada na freguesia de Anais. Tinha, em 1801, 3 209 habitantes. Foi extinto em 1837 e as suas freguesias integradas nos municípios de Penela do Minho e Ponte de Lima.

### Penela do Minho(outrora chamada Portela de Penela)
Foi um município extinto em 1855 e integrado em Vila Verde e Ponte de Lima. Tinha sede na freguesia de Portela das Cabras. Era constituído pelas freguesias de Vilar das Almas, Arcozelo, Goães, Godinhaços, Marrancos, Pedregais, Portela das Cabras, Rio Mau, São Mamede de Escariz e São Martinho de Escariz. Tinha, em 1801, 3 149 habitantes.
Após as reformas administrativas do início do liberalismo foram-lhe anexadas as freguesias de Azões e Duas Igrejas, do extinto concelho de Albergaria de Penela, e o couto de Moure. Tinha, em 1849, 7 950 habitantes e 60 km².

### Memórias Paroquiais - 1758
Fica esta freguesia na Provìncia de Entre Douro e Minho, parte dela Comarca de Viana, concelho de Albergaria, outra parte do concelho de Penela, ouvidoria de Barcelos, da Sereníssima Casa de Bragança. É de Sua Majestade pelo que respeita ao concelho de Albergaria e pelo que respeita ao concelho de Penela; É da Casa de Bragança da Comenda da Ordem de Cristo e tem 346 fogos, 1160 pessoas de Sacramento. Fica situada num vale e alguns lugares em monte. Dela se descobre somente a freguesia de S. Paio de Azões, a de Rio Mau, a de Calvelo em distância de meia légua, para a parte Poente e para  Nascente, a de S. Salvador de Pedregais imediata. A Paróquia fica quase no centro do vale, situada em um campo fora do lugar e só tem perto a Casa da Residência. Tem os seguintes lugares: Coto, Ribeiro,Outeiro, Cachada, Pardieiro de baixo e de cima, Ronco, Além, Souto, Riba, Botem, Eiras, Terrujeira, Santejães, Sá, Ramada, Pinhô, Franca, Barral, Tojal, Pereiro, Corujeira, Chousela, Travesselas, Cancela, Cabanas, S. Mamede, Porrinhoso, Cháscoa, Bustelo, Azedo, Barrusca, Fontão, e tem mais um ano, outro não, meeiros com S. Paio de Azões, os lugares seguintes: Sobradelo, Touceira, Codeçal, Gontinho e Lagoa..
O Orago de Santa Maria de Duas Igrejas celebra-se a 15 de agosto. A Comenda dá de esmolas ao pároco pela missa, 2500 por costume. Tem cinco altares: na Capela-Mor, o do Santíssimo Sacramento; no corpo da Igreja, o de Nossa Senhora do Rosário, o das Almas, o de São Brás e o da Senhora do Socorro. Imagens na capela: a da Padroeira e Santa Maria Madalena; no corpo, da Igreja: a Senhora do Rosário e S. João, Santo André e S. Brás, S. Francisco, Santa Luzia, Santo António e S. Sebastião, o Menino Jesus e a Senhora do Socorro e ainda a Irmandade do Santíssimo Sacramento, a do Rosário, a das Almas, a de Santo António, a da Caridade a do Menino e a do Subsino.
O Pároco é reitor de concurso com duzentos mil reis de renda.
Tem no lugar das Cabanas a capela da Senhora da Conceição, que é particular, com legado de missa todos os Dias Santos. Tem a capela de Santa Marta, fora do lugar da Silva, que é do pároco e no seu dia se festeja e a ela vem gente da terra. Tem a capela de S. Sebastião de Sobradelo que é meeira do pároco desta freguesia e de S. Paio de Azões, para administração do Sacramento, e no seu dia se festeja e vem alguma gente da terra.
Esta freguesia produz milho e algum centeio e vinho verde.
No lugar das Cabanas se faz uma feira franca, de bestas de criação, em 13 e 14 de dezembro.
Os moradores desta terra servem-se do correio de Ponte de Lima, que está a duas léguas, ou do da cidade de Braga, que dista três.
Dista esta terra da cidade de Braga, capital deste Arcibispado, três léguas, e da de Lisboa, capital do Reino, sessenta.
Padeceu a Igreja desta freguesia no terramoto (1 de novembro de 1755) a ruína de uma vidraça na Capela Mor e duas cruzes no frontispício, que ainda se acham por reparar por causa da pobreza da terra, Tem esta Igreja uma só nave além de um órgão muito bom.
Parte esta freguesia, pela parte Norte, com a Serra ou Monte do Oural, que terá de comprido, no distrito desta freguesia, um quarto de légua caminhando de nascente a poente e terá de largura meia légua. Caminhando de Sul para Norte, tem a Serra de Francos, que principia em Santa Marinha de Anais e vai acabar na de Boalhosa por distância de uma légua de comprido e meia de largo. Tem esta freguesia na dita serra os seguintes lugares: Azedo, Barziela, Fontão, Bustelo, Cháscoa e meeiros com a freguesia de S. Paio de Azões, tem Sobradelo, no qual há uma capela de S. Sebastião, Codessal, Gontinho e Lagoa. Tem mais uma capela no lugar de Cháscoa. O seu clima é frio. Nesta serra criam-se bois, vacas, bestas, coelhos, perdizes, e também porcos bravos. Algumas vezes aparecem lobos. Pela parte Nascente, tem a Serra do Borrelho que é inculta e principia na freguesia de São Salvador da Portela e vai acabar na de S. Miguel de Prado por distância de uma légua, que nos limites desta freguesia compreende um quarto de légua; tem as mesmas criações que a do Oural e de Francos, assim uma como outras produzem giesta, tojo e somente a de Francos se cultiva em partes, produz milho e centeio.
Passa por esta freguesia um regato a que é comum chamarem-lhe Neiva e que corre brandamente, vem da freguesia de Pedregais, corre de nordeste entre o rumo de sussudoeste e sudoeste para a freguesia de Goães, no qual, em algum tempo, se caçam nele algumas  trutazinhas. Nele entram, no distrito desta freguesia, dois regatos mais pequenos e arrebatados que principiam na mesma e que se chamam rio de Souto e rio de Lagares, embora lhes chamem rios, são uns pequenos regatos. A pescaria é livre. As suas margens se cultivam e fazem uma campina aprazível, produz bastante vinho verde e é fertilíssima em milho. Tem alguns moinhos para moer pão e os lavradores usam livremente das suas águas para as suas terras lavradas
Santa Maria de Duas Igrejas, 16 de maio de 1758
José de Payo - Pároco de Santa Maria de Duas Igrejas
Augusto Pimenta - Abade de Pedregais
Manuel Nunes Beça - Reitor de Godinhaços.

## Lugares
- Chascua, Assento, Azedo, Barral, barroca, Bemposta, Botão, Braziela, Bustelo, Cabanas, Cachada, Chouzela, Coito, Corujeira, Devesa, Eiras, Gestido, Leiras, Outeiro, Paredes, Pereiro, Pinhô, Poço, Porinhoso, Ribeiro, Ribes, Ronco, Bouço, Salgueiral, São Mamede, Silva, Souto, Tarrogeiro, Tomadas, Tojal, Travesselas e Veiga. Os lugares de; Sobradelo, Touceira, Codeçal, Gontinho e Lagoa eram mieiros, alternados a cada ano, com a paróquia de São Paio de Azões.